# John Heard (igralec)
John Heard Jr., ameriški igralec, * 7. marec 1946, Washington D.C, ZDA, † 21. julij 2017, Palo Alto, Kalifornija, ZDA 
Heard je igral in nastopal v številnih uspešnih filmih, med drugim Srčni utrip (1980), Cutterjeva pot (1981), Mačji ljudje (1982), C.H.U.D. (1984), Po urah (1985), Plaže (1988), Paket (1989) in Prevarani (1991). Drugi filmi, v katerih je igral, so Izlet v bogastvo (1985), Velik (1988), Prebujanja (1990), Rambling Rose (1991), Povzetek pelikana (1993), Moj kolega Američan (1996), Tovarna živali (2000), Beli piščanci (2004), Bi raje (2012) in Napad na Wall Streetu (2013). Heard je v filmu Sam doma (1990) in njegovem nadaljevanju Sam doma 2: Izgubljen v New Yorku (1992) igral tudi Petra McCallistra, očeta glavnega junaka Kevina McCallisterja, ki ga je igral Macaulay Culkin.
Heard je igral vlogo Georgea v filmu Sharknado (2013). Od leta 1995 do 1997 je igral vlogo Roya Foltrigga v televizijski seriji The Client. Od leta 2005 do 2006 je Heard igral vlogo guvernerja Franka Tancredija v seriji Prison Break. Leta 1999 je bil nominiran za nagrado Emmy za gosta, ki je igral v filmu Sopranovi (1999 - 2004).

## Zgodnje življenje
John Heard se je rodil 7. marca 1946 v Washingtonu, DC. Bil je sin Helene (Sperling), ki se je ukvarjala z umetnostjo in nastopala v skupnem gledališču, ter Johna Henryja Hearda, ki je delal v pisarni obrambnega ministra. Heard je bil vzgojen kot katolik. 
Heard je obiskoval srednjo šolo Gonzaga College, univerzo Clark v Worcesterju v Massachusettsu in katoliško univerzo v Ameriki v Washingtonu, DC. Odraščal je z dvema sestrama, od katerih je ena, Cordis tudi igralka, in bratom Matthewom, ki je umrl leta 1975.

## Filmska kariera
Med leti 1970 in 1973 je Heard igral na odrih ter na televiziji in v filmu. Zunaj Broadwaya je nastopal leta 1974 v predstavi Marka Medoffa The Wager in leta 1975 kot Guildenstern v Hamletu v gledališču Delacorte v Central Parku, kjer je kot Hamlet igral tudi Sama Waterstona. Iste jeseni se je produkcija preselila v gledališče Vivian Beaumont v Lincoln Center. Heard je v gledališkem centru Eugenea O'Neilla nastopil leta 1977 v seriji novih predstav. Heard je dobil nagrade Obie za svoje nastope v Othellu in Splitu v letih 1979–80. Bil je moški glavni igralec v filmu iz leta 1979 Head Over Heels (ki je bil leta 1982 preimenovan in ponovno objavljen kot Chilly Scenes of Winter).
Leta 1981 je Heard igral glavno vlogo Alex Cutter v filmu Cutterjeva pot. Leta 1982 je v remaku filma Mačji ljudje igral ljubimko Nastassje Kinski, enega glavnih junakov. Sodeloval je kot fotograf George Cooper v produkciji C.H.U.D. (Cannibalistic Humanoid Underground Dwellers, 1984) poleg bodočega soigralca filma Sam doma Daniela Sterna in v The Trip to Bountiful (1985). V komično-dramskem filmu Nebesa nam pomagajo (alias Katoliški fantje, 1985) je Heard igral meniha po imenu Brat Timothy. V filmu Po urah (tudi iz leta 1985) je Heard igral barmana Toma Schorra. 
Nastopil je tudi v filmu The Milagro Beanfield War in igral je pomembno vlogo, ko je v filmu Big (oba 1988) igral Paula, odraslega konkurenta podjetja Tom Hanks in pokvarjenega fanta Elizabeth Perkins. Z Bette Midler je igral v filmu Beaches (tudi 1988). Leta 1990 je Heard igral v filozofskem filmu Mindwalk, v katerem trije liki iz različnih družbenih in poetičnih okolij izražajo svoja mnenja o človeški izkušnji, približno istočasno pa je v Awakeningsu skupaj z Robertom De Nirom in Robinom Williamsom, igral v filmu Prevarani (1991), z Goldie Hawn, ki je igrala Jacka Saundersa, in imel stransko vlogo v Gladiatorju (1992), s Cuba Gooding Jr.
Heard je igral Daughertyja v filmu Radio Flyer (1992) in agenta FBI Gavina Vereeka v filmu The Pelican Brief (1993). S Samuelom L. Jacksonom je igral v filmu Eight Seven Seven iz leta 1997 in je bil predstavljen v 2000-seriji Perfect Murder, Perfect Town.

### Sam doma
Leta 1990 je Heard igral kot Peter McCallister v komediji Sam doma. Igral je vlogo Kevinovega očeta, ki med božičnim potovanjem v Francijo po pomoti pusti sina doma. Heard se je odločil, da vlogo označi s kombinacijo zaskrbljujočega dramskega igranja očeta, ki pogreša sina, skupaj z bolj klasičnimi komičnimi tropi. Film je bil ena največjih uspešnic leta 1990, Heard pa je ponovil vlogo McCallistra v nadaljevanju Sam doma 2: Izgubljen v New Yorku. 

### Televizija
Heard je v televizijski produkciji Škrlatnega pisma (1979) upodobil Arthurja Dimmesdale. V resničnem življenju je vodil Ku Klux Klana DC Stephensona v televizijski miniseriji Presek Ognja (1989) in igral Davida Manninga v adaptaciji ABC za miniserijo filma Shirley MacLaine Out on a Limb, spominov na njeno pot k sprejemanju duhovnega in nezemeljske resničnosti. Heard je imel tudi vlogo v filmu Sopranos kot razburjeni pokvarjeni detektiv Vin Makazian, za katerega je bil nominiran za emmyja za izjemnega gostujočega igralca; pa tudi gospod Detrolio, oče Finna Detrolio, enega od Meadowsovih fantov, in kasneje na Battlestar Galactica kot poveljnik Barry Garner.
V CSI je imel ponavljajoče se vloge: Miami (kot Kenwall Duquesne, oče Calleigh Duquesne) in Prison Break (kot Frank Tancredi, guverner Illinoisa in oče Sara Tancredi). Med ostalimi filmskimi in televizijskimi vlogami v 2000-ih in 2010-ih je v dveh epizodah serije Fox The Chicago Code igral čikaškega župana. 

### Zapuščina
Leta 2008 so Hearda v intervjuju vprašali o njegovi karieri in odgovoril je:
Mislim, da sem od mladega vodilnega človeka postal samo nekakšen igralec. ... Ko sem prišel v Hollywood, sem bil precej odrski igralec in sem pričakoval, da bodo vsi tiho. In niso bili. Oni so opravljali svoje delo in od vas se pričakuje, da boste opravljali svoje delo in ste nekakšen stalni sožitje. Bil sem malo aroganten kreten. Zdaj je malo bolj všeč: "V redu, zavedam se, da me morate vsake tri sekunde potrepljati s pudrom." In stojim tam in sem malo bolj strpen ... Mislim, da sem imel svoj čas. Spustil sem žogo, kot bi rekel moj oče. Mislim, da bi lahko s svojo kariero naredil več, kot sem, in nekako sem se zapeljal stran. Ampak to je v redu, vse je v redu, tako pač je. Brez kislega grozdja. Mislim, ničesar ne obžalujem. Le da bi lahko igral kakšne večje vloge.

## Zasebno življenje
Heard se je leta 1979 poročil z igralko Margot Kidder, vendar sta se ločila že šest dni po poroki. 
Leta 1987 je Heard z igralko in nekdanjo punco Meliso Leo in z njo dobil sina Johna Matthewa Hearda. Heard je bil aretiran leta 1991 in obtožen napada tretje stopnje, ker naj bi ošamaril Lea. Leta 1997 so ga spoznali za krivega, zaradi vstopa v Leov dom, a so ga oprostili obtožbe za vdor v šolo njihovega sina.
Poročil se je tudi s Sharon Heard. Imela sta dva otroka, Anniko Rose in Maxwella Johna. 
24. maja 2010 se je Heard poročil z Lano Pritchard v Los Angelesu. Ločila sta se sedem mesecev pozneje. 
Heard je govoril o dogodkih, ki so se zgodili med napadi 11. septembra 2001 in je bil privrženec gibanja za resnico napadov 11. septembra. 
Njegov odtujeni sin Maxwell je umrl 6. decembra 2016 v starosti 22 let. 

## Smrt
John Heard je umrl 21. julija 2017 zaradi srčnega infarkta, star 71 let. Njegovo truplo so našli uslužbenci hotela v mestu Palo Alto v Kaliforniji, kjer naj bi okreval po manjši operaciji hrbta v univerzitetni bolnišnici Stanford. Operacija hrbta ni imela nobene vloge pri njegovi smrti. Njegovo smrt je potrdila pisarna okrožja Santa Clara. Toda navijači sumijo na malomarnost. Pokopan je bil na pokopališču South Side v Ipswichu v Massachusettsu.

## Nagrade
- 1977 gledališka svetovna nagrada za uprizoritev v filmu G.R. Točka

- 1976–77 Obie Award, najboljša predstava, G.R. Točka
- 1979–80 Obie Award, najboljša predstava, Othello in Split

- 1999 Nominacija za nagrado Emmy za izjemnega gostujočega igralca v dramski seriji (1999)

Leta 2003 je bil Heard sprejet v gledališko dvorano slavnih na srednji šoli Gonzaga College.